# 前鎮操車場
前鎮操車場（中国語: 前鎮車場）は2018年に廃止された高雄市前鎮区の開仙三路と瑞渓街の間にあった台湾鉄路管理局高雄臨港線の操車場である。第二臨港線の起点でもあった。台湾十大建設の1つである西部幹線の電化で当操車場まで電化された。高雄臨港線の跡地を活用した高雄捷運環状軽軌の開業に伴い、跡地には環状軽軌の前鎮機廠が設けられており、近くに同線の軽軌機廠駅が設けられている。

## 参考資料
1. ↑  “高雄環狀輕軌捷運建設修正路線環境影響說明書”. 2015年4月2日時点のオリジナルよりアーカイブ。2015年3月7日閲覧。

座標: 北緯22度36分31秒 東経120度19分33秒 / 北緯22.60861度 東経120.32583度